# Briban
Briban is een historisch Frans merk van hulp- en inbouwmotoren.
Briban maakte begin jaren vijftig tweetakt-clip-on motoren voor fietsen. Aanvankelijk produceerde men een 50cc-hulpmotor met kettingaandrijving. Later kwamen er grotere motoren van 98- en 125 cc. In 1954 kwam er een 123cc-scootermotor met geforceerde luchtkoeling. In 1956 volgden nog een 50- en een 98cc-blokje. 